# Ambacs
Ambax (en occità Ambats) és un municipi occità de Gascunya, situat en el departament de l'Alta Garona, a la regió d'Occitània.